# Salli Karuna
Salli Karuna (29 de julio de 1902 – 2 de noviembre de 1987) fue una actriz teatral y cinematográfica finlandesa.

## Biografía
Su nombre completo era Salli Viktoriina Friberg, y nació en Rauma, Finlandia, siendo sus padres Viktor Friberg y Ellen Sofia Södersund. 
Se formó en la actual Academia de Teatro de la Universidad de las Artes de Helsinki en 1926–1928, aunque ya había actuado en el Teatro Näyttämö de Rauma en 1923–1926. Tras sus estudios ingresó en el Teatro de Joensuu, donde actuó entre 1928 y 1929, en el Teatro de Pori en 1929–1934, y en el Kaupunginteatteri de Víborg en 1934–1939. Siguió trabajando como actriz y directora en Pori entre 1958 y 1970. Con gran capacidad para combinar actuaciones serias como de carácter cómico, Karuna destacó gracias a obras como Juurakon Hulda, Elinan surma, A Electra le sienta bien el luto, La dama de las camelias y Tohvelisankarin rouva.
Karuna fue actriz fija de la productora cinematográfica Suomi-Filmi entre 1943 y 1954. Había debutado en el cine en 1924 con la película muda producida por Lahyn-Filmi Kihlauskylpylä. La actriz representó a menudo a mujeres de la alta sociedad, frías y distantes, como fue el caso de la cinta Kesäillan valssi (1951). Destacadas fueron sus actuaciones en Neljä naista (1942), Kartanon naiset (1944), Gabriel, tule takaisin (1951), y la comedia Syntynyt terve tyttö (1943). Su trabajo en las películas ”Minä elän” (1946) y Gabriel, tule takaisin fue reconocido con la concesión de un Premio Jussi por cada una de ellas. Su última película fue Onnelliset (1954), una secuela de Kesäillan valssin. 
Salli Karuna falleció en Helsinki, Finlandia, en el año 1987. Había estado casada con el director cinematográfico Ilmari Unho desde 1935 hasta la muerte de él en 1961. De su unión nacieron Kari (1939), Turo (1943) y Matti (1945).

## Filmografía
- 1924 : Kihlauskylpylä
- 1938 : Markan tähden
- 1939 : Punahousut
- 1940 : Tottisalmen perillinen
- 1940 : Kyökin puolella
- 1940 : Kersantilleko Emma nauroi?
- 1940 : Poikani pääkonsuli
- 1941 : Poretta eli Keisarin uudet pisteet
- 1941 : Ryhmy ja Romppainen
- 1942 : Synnin puumerkki
- 1942 : Neljä naista
- 1943 : Syntynyt terve tyttö
- 1943 : Neiti Tuittupää
- 1943 : Miehen kunnia
- 1944 : Kartanon naiset
- 1945 : Vuokrasulhanen
- 1946 : Synnin jäljet
- 1946 : ”Minä elän”
- 1946 : Viikon tyttö
- 1947 : Suopursu kukkii
- 1947 : Pimeänpirtin hävitys
- 1947 : Hedelmätön puu
- 1948 : Ruusu ja kulkuri
- 1948 : Kilroy sen teki
- 1949 : Sinut minä tahdon
- 1950 : Amor hoi!
- 1951 : Kesäillan valssi
- 1951 : Gabriel, tule takaisin
- 1952 : Jees, olympialaiset, sanoi Ryhmy
- 1952 : Kulkurin tyttö
- 1953 : Sillankorvan emäntä
- 1953 : Kolmiapila
- 1953 : Huhtikuu tulee
- 1954 : Hilmanpäivät
- 1954 : Morsiusseppele
- 1954 : Onnelliset